# The Catch
The Catch – album szkockiej grupy rockowej Nazareth, wydany w 1984 roku.

## Lista utworów
1. „Party Down”
2. „Ruby Tuesday” (cover The Rolling Stones)
3. „Last Exit Brooklyn”
4. „Moondance”
5. „Love of Freedom”
6. „This Month's Messiah”
7. „You Don't Believe in Us”
8. „Sweetheart Tree”
9. „Road to Nowhere”

## Wykonawcy
- Pete Agnew – bas, gitara
- Manny Charlton – gitara
- Dan McCafferty – wokal
- Darrell Sweet – perkusja